# احیمر سعدی
اُحَیْمِر سعدی (؟ -۷۸۶م) شاعر مخضرم حجازی بود. با اینکه بدوی بود اما در شعر روشن‌معنی و خوش‌فکر وصف شده است و مطلعی از قطعات او شهرت دارد.